# Michal Ďuriš
Michal Ďuriš (Uherské Hradiště, Eslovàquia, 1 de juny de 1988), futbolista eslovac. Juga de davanter i el seu actual equip és el FC Viktoria Plzeň de la Gambrinus Lliga de la República Txeca.

## Trajectòria
Ďuriš es va unir al Banská Bystrica de Dubová quan tenia 14. Després de tres anys jugant per equips juvenils va fer el seu debut a la lliga de màxim nivell eslovaca apareixent en la derrota 2-0 contra el Ružomberok el 9 de novembre de 2005. Durant cinc temporades pel Dukla va marcar 18 gols en 114 partits.
L'agost de 2010, va signar en un préstec d'un any pel Viktoria Plzeň de la lliga txeca de futbol amb opció d'estada permanent. Va debutar pel Plzeň en una victòria 3-0 contra el České Budějovice el 28 d'agost de 2010. En la seva primera temporada en el Plzeň va guanyar el títol txeca, el primer títol en la història de Plzeň. Ell va marcar dos gols per Plzeň en la campanya de la 2011–12 UEFA Champions League, un en el 2–1 de play-off que va guanyar contra el FC Copenhagen i el següent en el 2–2 de la fase de grups contra l'AC Milan.

## Internacional
Ha estat internacional amb la Selecció de futbol d'Eslovàquia Sub-21.

## Clubs
| Club                     | País            | Any       |
| ------------------------ | --------------- | --------- |
| FK Dukla Banská Bystrica | Eslovàquia      | 2005-2010 |
| FC Viktoria Plzeň        | República Txeca | 2010-     |

## Palmarès

### Campionats nacionals
| Títol                           | Club              | País            | Any  |
| ------------------------------- | ----------------- | --------------- | ---- |
| Gambrinus Lliga                 | FC Viktoria Plzeň | República Txeca | 2011 |
| Supercopa de la República Txeca | FC Viktoria Plzeň | República Txeca | 2011 |